# 桑原亮三
桑原 亮三（くわはら りょうぞう、1925年6月 - ）は、日本の仏教学者、僧侶。米国ライス大学研究員、太平寺住職。

## 来歴
駒澤大学仏教学部卒業。大本山永平寺安居。1956年京都大学大学院修士課程宗教学専攻修了（題目「宗教的真理の問題について-キルケゴールを中心として-」）。同博士課程単位修得退学。
京都大学に新制の大学院ができた年に出願。西谷啓治教授のもとで10年ほど哲学を学ぶ。
米国ライス大学研究員を経て、太平寺住職。大阪国際宗教同志会会員。
主な著作に「現代に生きる世界の宗教」A・Jバーン（Archie J Bham）著（翻訳）、「道元とキエルケゴール」など。